# Wrzecionowatość bulw ziemniaka

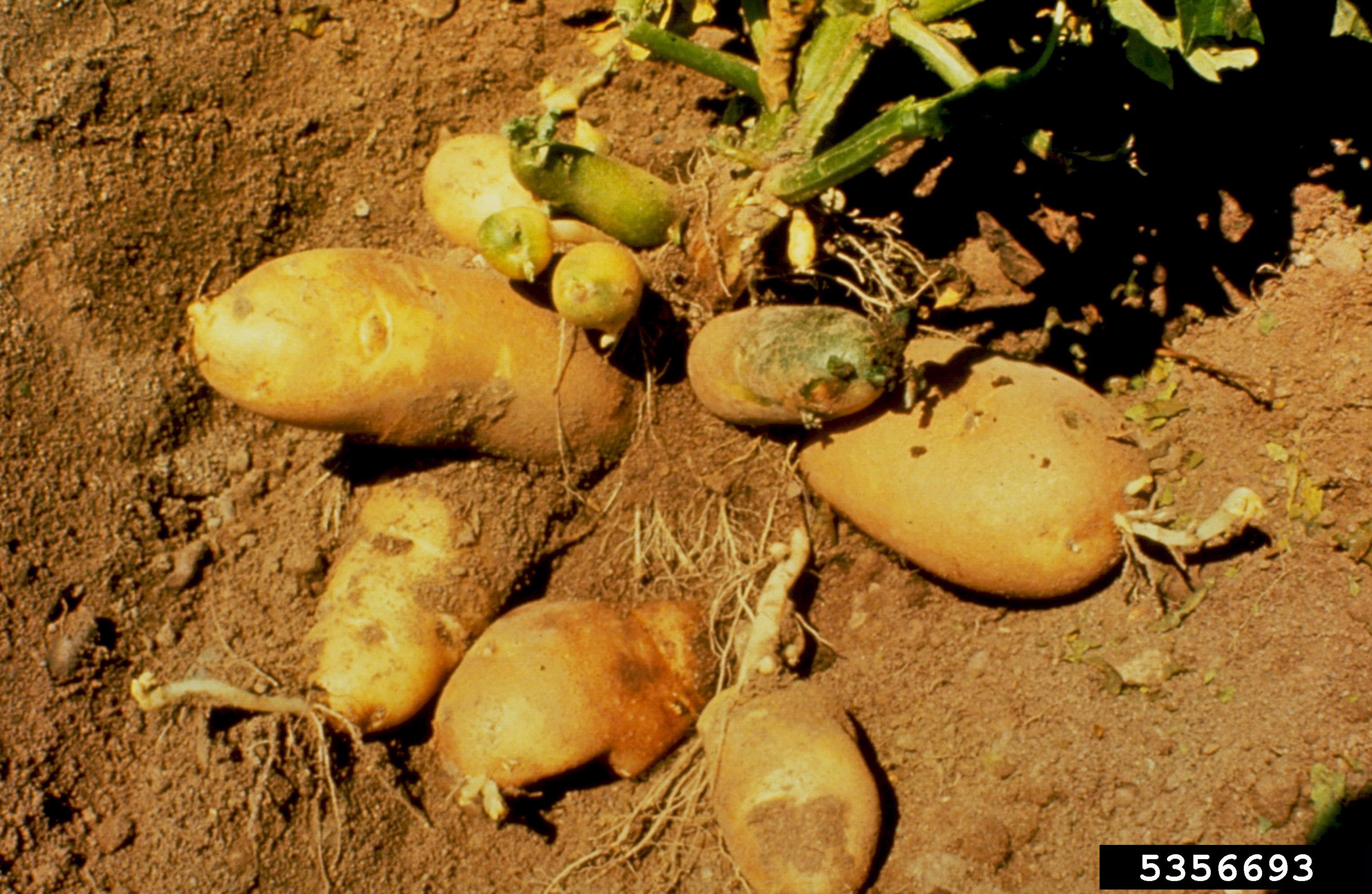

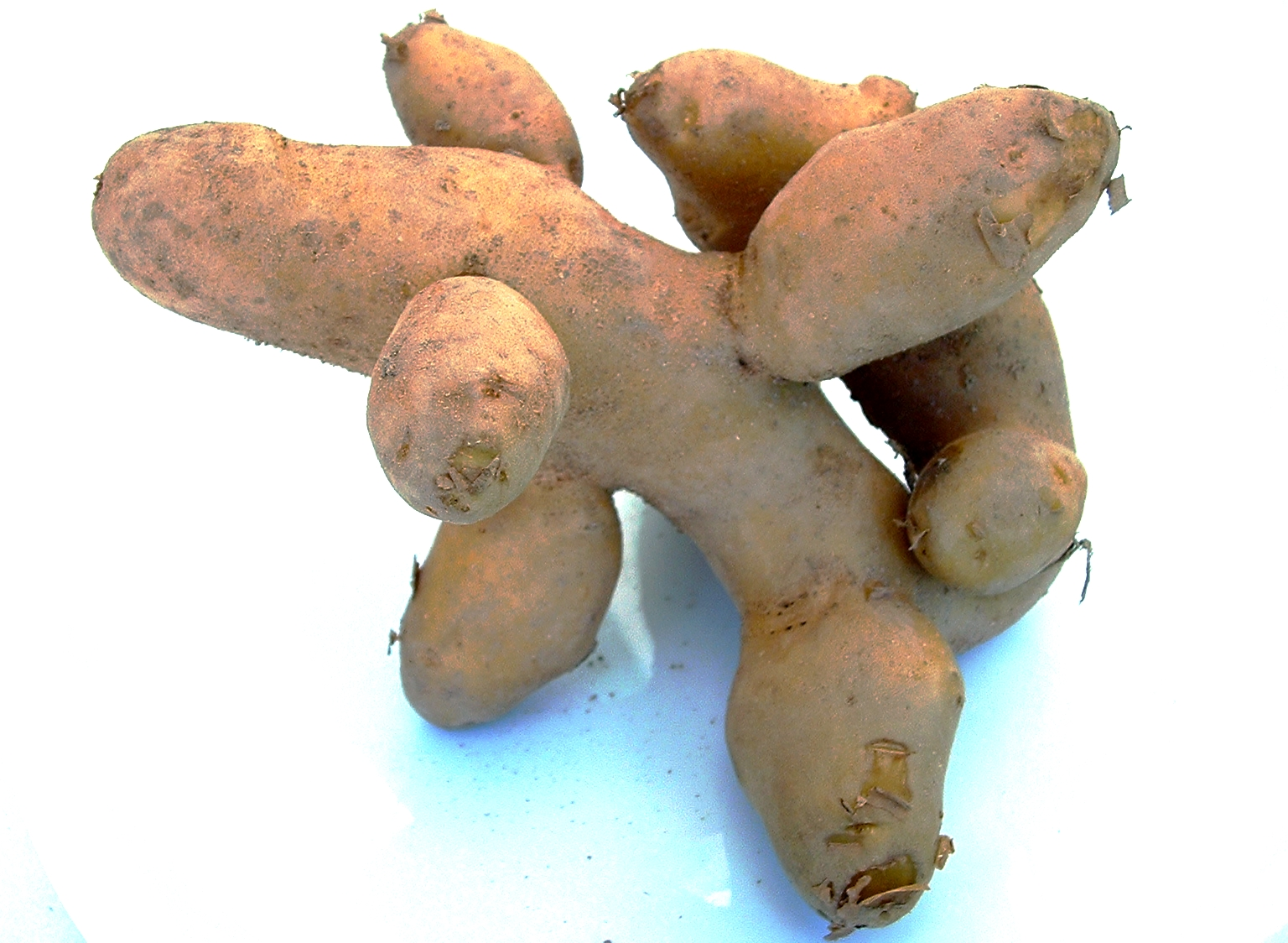

Wrzecionowatość bulw ziemniaka (ang. bunchy top of tomato, spindle tuber of potato) – wirusowa choroba ziemniaka wywołana przez wiroid wrzecionowatości bulw ziemniaka (Potato spindle tuber viroid, PSTVd).

## Występowanie i szkodliwość
Po raz pierwszy chorobę opisano w 1923 r. w USA na ziemniakach. Jej przyczyna była jednak wówczas nieznana. Dopiero w 1971 r. Diener opisał wywołujący ją wiroid. Do 2016 r. występowanie choroby potwierdzono w Afryce, Azji, Europie Wschodniej, Ameryce Północnej i Południowej i na Bliskim Wschodzie. W Polsce objawy choroby obserwowano już w latach 40. XX wieku, badania nad nią rozpoczęto w latach 70. W Europie Zachodniej, Polsce i Chorwacji wywołującego ją wiroida wykryto także na pomidorach, papryce i niektórych roślinach ozdobnych. W Polsce jest on organizmem kwarantannowym podlegającym obowiązkowemu zwalczaniu.
Głównymi żywicielami wiroida PSTVd są: ziemniak (Solanum tuberosum) i pomidor (Solanum lycopersicum). Wśród roślin uprawnych stwierdzono jego występowanie także na papryce (Capsicum annuum), awokado (Persea americana), psiance melonowej (Solanum muricatum) i sadzonkach roślin ozdobnych z rodziny psiankowatych (Solanaceae).
Szkody wywołane przez chorobę są zależne od szczepu wiroida, temperatury i od podatności odmiany ziemniaka. W Kanadzie obniżka plonu z powodu wrzecionowatości bulw dochodzi w skrajnych przypadkach do 60%, ale przeważnie jest dużo niższa, na poziomie 1%. Wiroid powoduje także inne szkody; porażone bulwy są mniejsze i zdeformowane, co obniża ich wartość jako surowca do produkcji frytek i chipsów. Szczególnym zagrożeniem choroba ta jest na plantacji twórczej, gdyż przenosi się zarówno z pyłkiem kwiatowym, jak i z nasionami.

## Objawy
Najbardziej charakterystyczne objawy występują na bulwach. Są one drobniejsze, zniekształcone i często w mniejszej liczbie niż normalnie. Zazwyczaj porażone bulwy są wydłużone, wrzecionowate, a ich końce są nieco zaostrzone. Oczka na chorych bulwach są zagłębione i są nad nimi łukowate uwypuklenia tkanki podobne do brwi. Czasami bulwy są zniekształcone w inny sposób; wyrastają na nich drobne bulwki. Ten typ zniekształcenia nazywa się lalkowatością bulw, gdyż takie bulwy przypominają wyglądem lalki.
Objawy pojawiają się także na nadziemnych częściach ziemniaków, ale są mniej wyraźne. Brzegi blaszek lub całe blaszki liści podwijają się do góry. Na nerwach liści mogą pojawiać się brunatne, nekrotyczne smugi. Liście, szczególnie w górnej części ustawione są bardziej pionowo ku górze, nienaturalnie, wskutek czego roślina ma bardziej strzelisty pokrój. Ich ogonki czasami wyginają się w płaszczyźnie pionowej. Charakterystyczne jest to, że wszystkie wyginają się w tę samą stronę, wskutek czego roślina nabiera spiralnego wyglądu. Porażone pędy rosną gorzej, czasami tak znacznie, że są karłowate. Nasilenie tych objawów jest zależne od szczepu wirusa, warunków środowiska i podatności odmiany ziemniaka.

## Epidemiologia
W laboratorium udało się zainfekować wirusem wrzecionowatości ziemniaka wszystkie gatunki z rodzaju psianka (Solanum), z wyjątkiem Solanum heterodoxum. Gatunek ten może stać się bazą do wyhodowania odmian odpornych na tę chorobę. Udało się zainfekować także gatunki należące do kilku innych rodzajów rodziny psiankowatych, a nawet dwa gatunki z rodzaju astrowatych (Asteraceae); złocienia chińskiego (Chrysanthemum × morifolium) i ginurę pomarańczową (Chrysanthemum × morifolium).
Wiroid PSTVd może przetrwać zimę wyłącznie w bulwach. Takie porażone bulwy są źródłem infekcji pierwotnych. Często są to bulwy pochodzące z roślin niewykazujących objawów choroby. W okresie wegetacji ziemniaków wiroid rozprzestrzenia się wyłącznie mechanicznie. Następuje to przez bezpośredni kontakt zbyt blisko siebie rosnących roślin, przez narzędzia i ręce ludzi wykonujących zabiegi pielęgnacyjne oraz przez koła i części robocze maszyn rolniczych.
Wiroid PSTVd może być przenoszony także przez mszyce. Może go przenosić mszyca brzoskwiniowo-ziemniaczana (Myzus persicae), ale tylko wtedy, gdy ziemniak równocześnie porażony jest liściozwojem ziemniaka. W praktyce ten sposób ma znikome znaczenie w jego rozprzestrzenianiu. Większe natomiast znaczenie ma rozprzestrzenianie go przez nasiona i pyłek ziemniaka. Przenoszenie przez pyłek w praktyce dla ziemniaków nie ma znaczenia, gdyż ziemniaki rozmnaża się niemal wyłącznie wegetatywnie, ale ma znaczenie przy przenoszeniu wiroidu u innych roślin z rodziny psiankowatych (np. u papryki, pomidora, oberżyny) oraz przy twórczej hodowli ziemniaka.

## Ochrona
Jedyną skuteczną metodą zapobiegnięcia chorobie jest uprawa ziemniaków z nieporażonych nią sadzeniaków. Przepisy dotyczące obowiązkowego zwalczania wirusa PSTVd są szczególnie restrykcyjne. M.in. obowiązuje zakaz importu sadzeniaków z konkretnych gospodarstw, lub z całych rejonów, które nie potrafią udowodnić, że na ich terenie w ciągu ostatnich 5 lat choroba ta nie wystąpiła.
Istnieje kilka testów do wykrywania wiroida PSTVd w sadzeniakach. Jako roślinę wskaźnikową najczęściej używa się siewkę pomidora odmiany ‘Ruthgers’, którą inokuluje się w fazie 2–3 liści, następnie hoduje w temperaturze 26–30 °C i oświetleniu przez 16–18 godz. dziennie (co najmniej 10 000 lumenów). Jeśli została porażona, to objawy pojawiają się po 20–21 dniach od inokulacji. Jest to test bardzo czuły, pozwalający wykryć wiroida nawet w przypadkach, gdy w pobranej próbce masa pochodząca z roślin porażonych stanowiła zaledwie 0,001% całkowitej masy próbki. Wadą jest m.in. długi czas trwania testu.
Drugą metodą wykrywania wiroida PSTVd jest elektroforeza na żelu poliakryloamidowym (PAGE). Jest szybka, jednak mniej czuła. Później zastąpiono ją metodą molekularnej hybrydyzacji z sondą cDNA. Jest bardziej czuła, ale wymaga użycia radioaktywnego izotopu fosforu 32P. Obecnie najlepszą metodą jest wykorzystywanie techniki RT-PCR.
Z praktycznych obserwacji wynika, że przy dezynfekcji narzędzi używanych do prac z roślinami podejrzanymi o porażenie wiroidem PSTVd najskuteczniejszą metodą jest zanurzanie ich w alkoholu i kilkugodzinne prażenie w temperaturze 180 °C lub mycie z użyciem podchlorynów.
Możliwe jest usunięcie wiroidu wrzecionowatości ziemniaka z rośliny. W tym celu porażone bulwy przechowuje się w temperaturze do 5 °C i przy słabym oświetleniu (do 500 lumenów). Z wyrośniętych na nim kiełków wycina się stożki wzrostu, następnie na specjalnej pożywce można z nich wyhodować nowe, już pozbawione wiroida rośliny. Sposób ten ma znaczenie przy odzyskaniu wartościowych odmian czy materiałów hodowlanych, które zostały w 100% porażone i byłyby utracone.